# オチルフー・ジャルガルサイハン
オチルフー・ジャルガルサイハン（モンゴル語: Очирхүү Жаргалсайхан、英語: Ochirkhuu Jargalsaikhan、1963年 - ）は、 モンゴル国の翻訳家。日本文学のモンゴル語翻訳で知られる。1986年にモンゴル国立大学モンゴル文学部を卒業。東京学芸大学教育哲学研究修士課程を修了。 フブスグル県10年制学校の教師、国立教育研究所の研究員、モンゴル国大統領府の教育・文化・科学担当の職員などを務めた  。

## 主要な翻訳作品
- 『草原の記』、『ロシアについて 北方の原形』、『21世紀に生きる君たちへ』《街道を行く5、モンゴル紀行》（司馬遼太郎著）
- 『学問ノススメ』（福沢諭吉著）
- 『自助論』（サムエルスマイルス著）
- 『源氏物語（桐壺－賢木まで）』（紫式部著）
- 『1Q84』、『色彩を持たない多崎つくると、彼の巡礼の年』、『騎士団長殺し』（村上春樹著）[2]
- 『愛の形　日本名作短編集』
  - 「藪の中」（芥川龍之介）、「雨の中の噴水」（三島由紀夫）、「走れメロス」（太宰治）、「古人の心」（司馬遼太郎）、横光利一、上田秋成などの短編12編が収められている[3]。
  - 《道を開く》　（松下幸之助著）
  - 日本文学短編集

## 受賞·栄典
- 北極星勲章（2005年）
- 労働功労赤旗勲章（2009年）[1]
- モンゴル国文化功労者（２０２２年）